# Kwasków
Kwasków (pronúncia em polonês: [ˈkfaskuf]) é uma vila no distrito administrativo de Gmina Błaszki, no condado de Sieradz, voivodia de Łódź, na Polónia central.  Situa-se a aproximadamente 5 km (3 mi) leste de Błaszki, 19 km (12 mi) oeste de Sieradz e 69 km (43 mi) oeste da capital regional Łódź.